# نيكول ميلر
نيكول ميلر (بالإنجليزية: Nicole Miller)‏ هي فنانة أمريكية، ولدت في 1982 في توسان في الولايات المتحدة.